# 颜康成
颜康成（?—?），唐朝曲阜人。父亲颜育德，太子通事舍人，司经、校订书史；祖父颜思鲁，曾祖父颜之推。
唐高宗永徽二年（651年）进士科狀元，此年进士及第二十五人。歷官太子舍人、崇文学士。许友根《唐前期进士科状元考辨》认为，如果地方志资料得到确认，颜康成将是目前所知最早的一位有确切记载的唐代状元。